# Eu Não Quero Voltar Sozinho

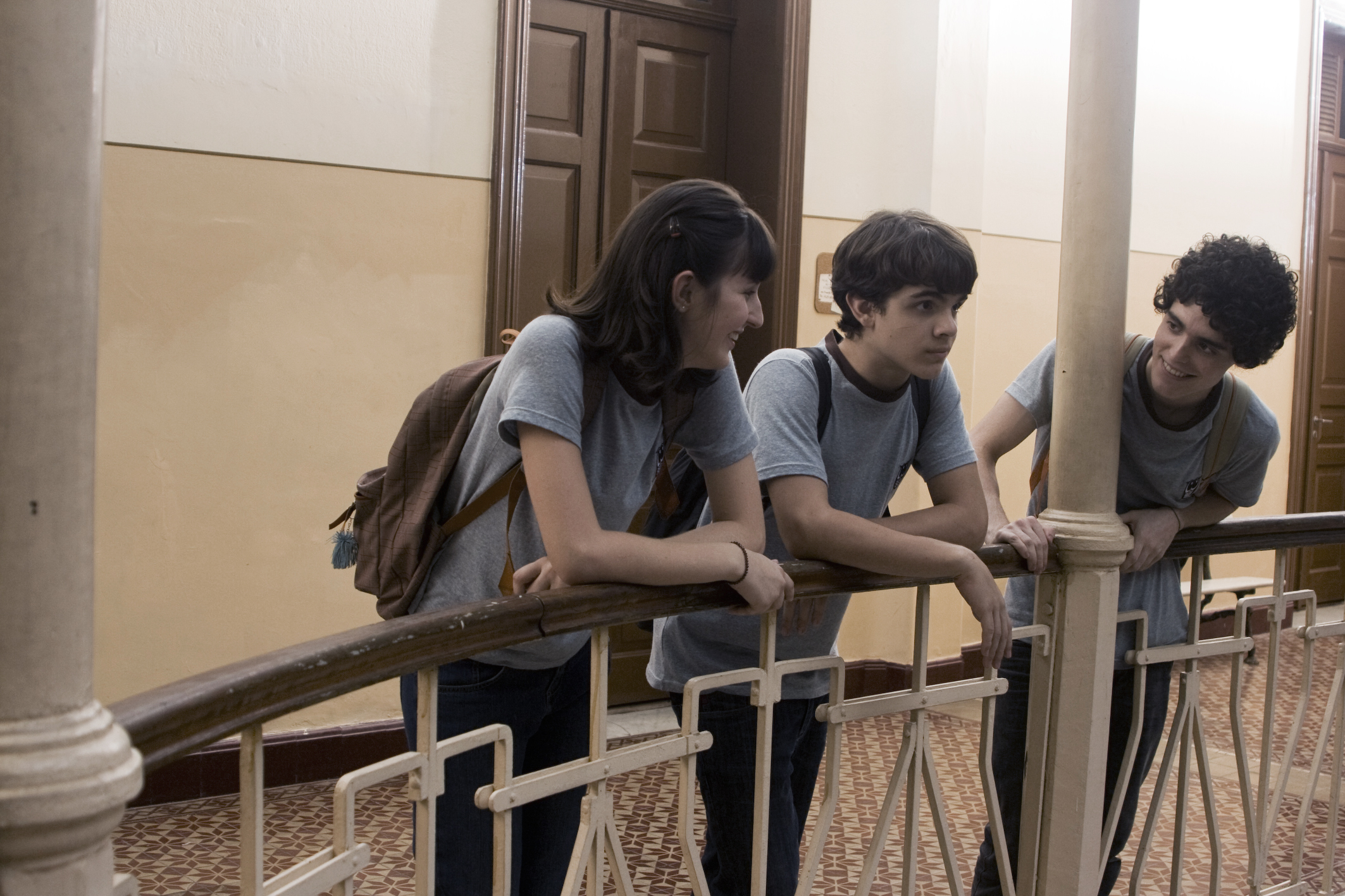
Giovana, Leonardo và Gabriel trong Eu Não Quero Voltar Sozinho

Eu Não Quero Voltar Sozinho (tiếng Anh: I Don't Want to Go Back Alone) là một bộ phim ngắn Brazil năm 2010 của đạo diễn Daniel Ribeiro. Phim ngắn đã giành giải năm 2011 Giải thưởng Iris.
Sau đó nó được mở rộng thành phim truyện 2014 của Ribeiro là The Way He Looks.

## Nội dung
Leonardo "Leo" là một học sinh trung học mù 15 tuổi, có một người bạn trong lớp, Jacana, ngồi cạnh anh ta. Ngồi sau Leonardo là học sinh mới Gabriel. Sau giờ học, Jacana mời Gabriel đi bộ về nhà với mình và Leonardo; Cô thường liên kết vũ khí với anh để được hỗ trợ mặc dù nhà anh ở xa trường hơn cô. Sau đó, Jacana trêu chọc Leonardo về việc không bao giờ tâm sự với cô về chuyện tình lãng mạn và đề nghị anh nhận dạy kèm toán từ Gabriel.
Theo thời gian cả ba ngày càng thân thiết, đi bộ về nhà và chơi game cùng nhau. Leonardo trở nên tự giác hơn về ngoại hình, đặt câu hỏi về việc anh và Gabriel trông như thế nào. Gabriel tình nguyện tiếp quản hộ tống Leonardo để Jacana không phải quay lại, mặc dù cô nói rằng điều đó là không cần thiết. Tuy nhiên, Leo vui vẻ đồng ý. Một dự án trường học đòi hỏi các cặp đồng tính, dẫn Leonardo làm việc với Gabriel thay vì Giovana. Trong một cuộc trò chuyện nghiêm túc hơn về sự mù quáng của mình, Gabriel chỉ ra sự hấp dẫn của Jacana đối với Leonardo, nhưng Leonardo nói rằng anh ta không đáp lại. Sau giờ học một ngày, Leo liên kết vũ khí với Gabriel chứ không phải là Jacana, điều này khiến Gabriel rất ngạc nhiên và sự thất vọng của Jacana.
Khi họ đến nhà anh, Leonardo thay áo trước mặt Gabriel, người sững sờ trước khi cởi áo của chính mình. Gabriel hỏi Leonardo phòng tắm ở đâu để đánh răng, nhưng Gabriel đang đứng ở ngưỡng cửa và thấy Leonardo ngửi áo của anh ta. Tuy nhiên anh ấy không đề cập đến điều này với Leo. Ngày hôm sau đến lớp, Gabriel nói với Leonardo rằng anh ta đã rời khỏi áo của mình tại nhà của Leonardo nhưng phải rời trường sớm để hẹn gặp nha sĩ, và vì vậy sẽ thu thập nó vào ngày hôm sau. Sau khi các sinh viên khác rời đi, Leonardo thừa nhận với Jacana rằng anh ta đang yêu Gabriel.
Nghi ngờ về chuyện tình đồng tính - và bị tổn thương vì cô có tình cảm với Leo như Gabriel nghi ngờ - Giovana không đưa ra phản ứng tích cực trước khi một cuộc gọi điện thoại bất ngờ triệu tập cô đến sinh nhật bà ngoại, để Leonardo đi bộ về nhà một mình với gậy trắng. Ở nhà, khi nghe tin ai đó vào phòng, anh ta trừng phạt Jacana vì đã bỏ anh ta và bày tỏ sự nghi ngờ về việc thú nhận tình yêu của anh ta dành cho Gabriel. Tuy nhiên, vị khách thực sự là chính Gabriel, người mỉm cười với chính mình trước lời thú nhận ngoài ý muốn này trước khi lặng lẽ hôn lên môi anh, rời đi với chiếc áo len. Sau đó, Giovana đến trong khi xin lỗi vì mất quá nhiều thời gian. Leonardo bị bối rối và, sau khi cảm thấy xung quanh căn phòng của mình, phát hiện ra chiếc áo đã biến mất. Anh mỉm cười khi nhận ra Gabriel là người đã hôn anh.

## Diễn viên
- Ghilherme Lobo vai Leonardo
- Fabio Audi vai Gabriel
- Tess Amorim vai Giovana

## Giải thưởng
| Liên hoan phim      | Thể loại                               | Năm  | Kết quả   |
| ------------------- | -------------------------------------- | ---- | --------- |
| Outfest             | Outstanding Dramatic Short Film        | 2011 | Đoạt giải |
| Iris Prize Festival | Iris Prize                             | 2011 | Đoạt giải |
| Cork Film Festival  | OutLook Award for Best LGBT Short Film | 2011 | Đoạt giải |
| Reel Affirmations   | Best Male Short                        | 2011 | Đoạt giải |

## Phim truyện
Vào tháng 12 năm 2012, Twitter chính thức của bộ phim đã thông báo rằng một bộ phim dựa trên bộ phim ngắn, có tiêu đề "Todas as Coisas mais Simples", có nghĩa là "Tất cả những điều đơn giản nhất", đã được sản xuất, sau hơn hai năm gây quỹ và chuẩn bị kịch bản. Bộ phim bắt đầu và hoàn thành vào đầu năm 2013. Bộ phim được công chiếu vào năm 2014.
Vào tháng 9 năm 2013, đạo diễn Daniel Ribeiro, đã công bố danh hiệu cuối cùng sẽ là "Hoje Eu Quero Voltar Sozinho", có nghĩa là "Hôm nay tôi muốn quay trở lại một mình". Ribeiro báo cáo, "Trong suốt quá trình phát triển bộ phim, một yếu tố cốt truyện mới nảy sinh: sự độc lập của Leonardo. Đó là một chủ đề tự nhiên phổ biến trong cuộc sống của bất kỳ thiếu niên nào, nhưng đặc biệt là ở Leonardo, anh ta thường bị bảo vệ bởi những người xung quanh, và anh ta muốn tự mình làm một số việc mà không phụ thuộc vào người khác. Do đó, tiêu đề ban đầu không còn hiệu lực, sau khi tất cả "trở về một mình" đã trở thành một trong những mục tiêu của nhân vật chính."
Tên tiếng Anh chính thức của bộ phim là "The Way He Looks".